# Grigorij Michajlovič Semënov
L'ataman Grigorij Michajlovič Semënov (in russo Григорий Михайлович Семёнов?; Kuranža, 25 settembre 1890 – Mosca, 30 agosto 1946) è stato un generale russo, capitano dei cosacchi dell'Armata Bianca, contro l'Armata Rossa bolscevica formata dopo la rivoluzione d'ottobre.

## Biografia
Ultimo rampollo di una famiglia aristocratica, turbolento (ospite abituale delle carceri da quando aveva quattordici anni), dopo la rivoluzione russa di febbraio (1917) si accostò al Partito Socialista Rivoluzionario (PSR) di cui alla fine dell'anno fu alla guida dell'organizzazione militare. A partire dal maggio 1918 Semënov organizzò una serie di attentati contro i capi bolscevichi con omicidi eccellenti (per esempio, uccisione di Vladimir Volodarskij il 20 giugno, assassinio di Urickij il 30 agosto) che, col contemporaneo tentato omicidio di Lenin ad opera della Kaplan determinarono l'inizio del Terrore rosso.
Appoggiato dai giapponesi, cercò di imporsi in Mongolia dopo essersi alleato con il comandante Roman von Ungern-Sternberg, per sopprimere i vari signori della guerra che erano nati nella regione approfittando della rivoluzione, ma entrambi durarono poco. Quando i bianchi furono estromessi dalla Siberia ed i bolscevichi formarono la Repubblica dell'Estremo Oriente egli creò con l'aiuto giapponese lo Stato cosacco di Transbajkalia.
Sconfitto dall'Armata Rossa, fu costretto a fuggire, prima a Nagasaki, poi negli Stati Uniti, poi in Cina, dove mantenne legami con l'intelligence giapponese.
Intorno alla metà del 1919 tuttavia Semënov si avvicinò segretamente al Partito comunista sovietico offrendosi come agente segreto. Nel febbraio del 1922 pubblicò a Berlino un libello intitolato Attività militare e sovversiva del Partito socialista rivoluzionario nel 1917-18 in cui indicava per nome gli aderenti al PSR, la maggior parte dei quali furono arrestati e processati nell'agosto del 1922. Nell'elenco era presente anche il nome del critico Viktor Šklovskij il quale riuscì a riparare all'estero.
Al termine della seconda guerra mondiale, quando i russi invasero la Manciuria, Semënov fu arrestato, riportato a Mosca e impiccato.

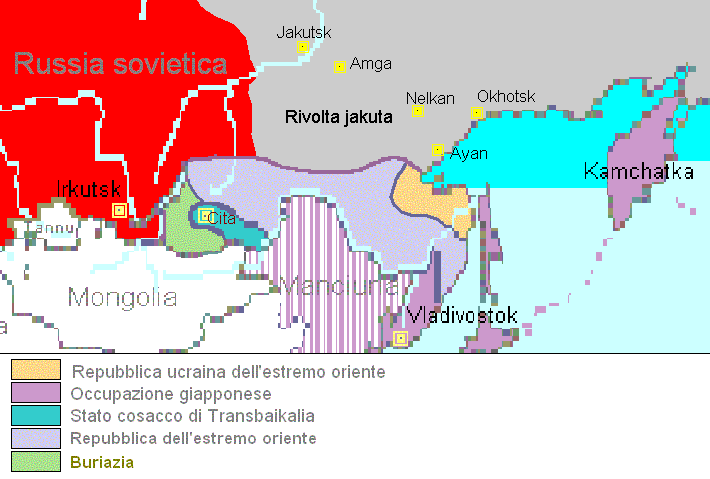
Localizzazione dello Stato cosacco di Transbajkalia